# Mii (歌手)
Mii（ミイ、1996年4月6日 - ）は、日本のシンガーソングライター。兵庫県芦屋市出身。関西学院大学卒業。YARD所属。元Dancing Dollsのメンバー。

## 来歴
3歳からダンスに目覚め、4歳の頃に大阪のダンス＆ボーカルスクール、キャレスに通い、ダンスとボーカルレッスンを開始する。
幼い頃からキッズモデルやテレビ出演の経歴を持つ。2001年にはTBS「学校へ行こう!」の人気企画「ちび歌姫」にて「ちび小柳ゆき」として出演。
10歳で初めてマスターした洋楽はアリシア・キーズの「If I Ain't Got You」。以降洋楽にのめりこみ、ソロシンガーになることを決意する。
影響を受けたアーティストはクリスティーナ・アギレラ、デスティニーズ・チャイルド、ファーギー、マライア・キャリー。
邦楽に初めて興味を持ったきっかけは加藤ミリヤ。洋楽しか聞かなかったMiiにとって、日本人アーティストがこんなに洋楽のサウンドを取り入れて音にハマる歌詞を書いていることに感銘を受け、J-R&Bに興味を持った。同じくCrystal Kayやm-floのファンであることもインタビューで答えている。
14歳から作詞活動を始める。

### 事務所所属後
2011年、現事務所に所属後、ニコニコ動画にて歌い手として活動開始。当時の名前は「みぃ」。
2012年、Sony MusicよりDancing Dollsのメインボーカルとしてメジャーデビュー。以後７枚のシングルをリリース。kz (livetune)により楽曲提供された５枚目のシングル「monochrome」はTVアニメ「ソウルイーターノット！」のオープニングテーマに起用され、国内外のファンに注目される。
グループ活動を経て、大学在学中の2018年7月に念願のソロデビューを果たす。

### ソロデビュー後

#### 2018年
7月、事務所の先輩でもある清水翔太による楽曲提供シングル「What You Say」で日本クラウンよりデビュー。
デビュー翌日からは清水翔太の全国ツアー「LIVE TOUR 2018 “WHITE”」にオープニングアクトとして帯同。全国約13箇所の公演に参加。
7月、「OTODAMA SEA STUDIO 2018」出演。

#### 2019年
5月、初のミニアルバム「HIME（姫）」リリース。リード曲は「ベスティー ＃一生仲間」。青山テルマの「一生仲間」をリメイクカバー。同アルバムには青山テルマプロデュースによる楽曲が 多数収録されており、自身の学生時代を書いた「YOUTH」はファッションブランドH&MのIn store BGMとして選出され、全世界の店舗で展開された。
8月、HIPHOPフェス「NAMIMONOGATARI 2019」出演。
9月、国内最大級のファッション＆音楽イベント「Rakuten GirlsAward 2019 AUTUM/WINTER」に音楽ゲストとして出演。

#### 2020年
2月、「Family Fes 2020」ツアーに参加。
3月、SPICY CHOCOLATEによるコンピレーションアルバム「TOKYO HEART BEATS」にRude-αと参加。M5「美しい罪」を共作。

#### 2021年
7月、自身初となるワンマンライブ「Mii 1st SOLO LIVE BLOOM」を成功させ、約300人を動員。
11月、2ndシングル「I'm sorry」リリース。
12月、G/ammプロデュースによるクリスマスソング「White heart feat.Mii」リリース。全国のFamily Martにてパワープッシュされる。

#### 2022年
2月、G/ammプロデュースによる「Love Me feat.Mii×SHUNSUKE TAKAI」リリース。
3月、3rdシングル「back to me」リリース。
4月、大阪でのワンマンライブ「Mii BIRTHDAY BASH 2022」を行う。
6月、NYLON JAPAN8月号にて「NEXT, your turn」のコーナーにて次世代注目アーティストとして掲載される。
7月、北米最大級のジャパンカルチャーコンベンション「ANIME EXPO 2022」にJ-POPアーティストとして出演し、3日間にわたり3ステージを成功させる。
9月、FM802主催「MINAMI WHEEL 2022」に初出演。
10月～11月にかけては自身初となるカリフォルニアツアーを行い、サンフランシスコ、サンホゼ、オンタリオでファンを熱狂させる。
ツアーファイナルのオンタリオでは「ANIME EXPO chibi」にヘッドライナーとして出演。
趣味であったグラフィックデザインのスキルを活かし、ファッションブランド「The ROYAL96」を2021年にローンチし、身につけるだけで強い気持ちになれるメッセージのデザインをモットーにファッションデザイナーとしても活動中。自身のオフィシャルグッズもデザインと監修を務めている。
2022年には自身の目標でもあったラジオDJとしても活動開始。FM YOKOHAMAの夏の特番「CATCH OF SUMMER」の2022年度レギュラーDJに選ばれるなど、活躍の幅を広げている。
2023年
TOKYO MX放送の激闘！ラップ甲子園にて、自身初のアシスタントMCを務め、メインMCを務めたお笑いコンビカミナリとの共演を果たす。

## 人物
- 家族構成は父、母。ひとりっこであることを公言している。
- MBTIはENFJ。（本人Instagramストーリーズにて言及）
- 方言は関西弁、神戸弁
- 学ぶことが好きだったため、高校卒業後は上京して音楽一本で生きる選択肢を捨て、関西学院大学社会学部入学。在学中はマーケティングや人間社会心理等を学ぶ。2019年同大学を卒業。
- 学生時代にアメリカに留学できなかったことを強くコンプレックスに感じているため、独学で英語を習得し、現在はアメリカでの活動にも力を入れている。
- 音楽と同じくらいファッションも好きで、Instagramでは度々私服を公開している。
- 12歳の頃から「ミリヤー」であり、加藤ミリヤのどの曲も歌えることを公言している。
- 配信ライブにてK-POPヲタクだったことを明かしている。最も夢中になったアイドルはBIGBANG。
- 近年影響を受けているアーティストはDua LipaとRINA SAWAYAMA。

## タイアップ
| 曲名                  | タイアップ                                                                  |
| --------------------- | --------------------------------------------------------------------------- |
| What You Say          | テレビ東京系「流派-R」オープニングテーマ                                    |
| ベスティー ＃一生仲間 | テレビ東京系「流派-R」オープニングテーマ                                    |
| back to me            | 千葉テレビ「ONGAX」オープニングテーマ BS11「アプリ学院!」エンディングテーマ |